# Opsiphanes relucens
Opsiphanes relucens är en fjärilsart som beskrevs av Hans Fruhstorfer 1907. Opsiphanes relucens ingår i släktet Opsiphanes och familjen praktfjärilar. Inga underarter finns listade i Catalogue of Life.